# Soultrane
Soultrane från 1958 är ett jazzalbum med John Coltrane. Albumet spelades in i Rudy Van Gelder Studio i Hackensack, New Jersey. Coletrane hade tre dagar tidigare medverkat på Miles Davis berömda album Milestones.

## Låtlista
1. Good Bait (Tadd Dameron/Count Basie) – 12:09
2. I Want to Talk About You (Billy Eckstine) – 10:56
3. You Say You Care (Jule Styne/Leo Robin) – 6:17
4. Theme for Ernie (Fred Lacey) – 4:56
5. Russian Lullaby (Irving Berlin) – 5:31

## Musiker
- John Coltrane –tenorsax
- Red Garland – piano
- Paul Chambers – bas
- Art Taylor – trummor